# Comté de Polk (Géorgie)
Pour les articles homonymes, voir Comté de Polk.
Le comté de Polk est un comté de Géorgie, aux États-Unis.

## Démographie
| 1860  | 1870  | 1880   | 1890   | 1900   | 1910   |
| ----- | ----- | ------ | ------ | ------ | ------ |
| 6 295 | 7 822 | 11 952 | 14 945 | 17 856 | 20 203 |

| 1920   | 1930   | 1940   | 1950   | 1960   | 1970   |
| ------ | ------ | ------ | ------ | ------ | ------ |
| 20 357 | 25 141 | 28 467 | 30 976 | 28 015 | 29 656 |

| 1980   | 1990   | 2000   | 2010   | - | - |
| ------ | ------ | ------ | ------ | - | - |
| 32 386 | 33 815 | 38 127 | 41 475 | - | - |